# Росова зависна територија
Росова територија (енгл. Ross Dependency) је сектор Антарктика на који право полаже Нови Зеланд. Налази се на Росовој леденој плочи. Територијалну претензију остварује на основу Антарктичке повеље. Росова територија је део Краљевства Нови Зеланд.
На Росовој територији налазе се две научно-истраживачке станице, Скотова база и Мекмердо база. Поред тога тамо се налази Росово острво на ком је најјужнији активни вулкан Еребус.